# Κ-caseïna
La K-Caseïna (o Kappa-caseïna) és una proteïna de la llet dels mamífers implicada en molts processos biològics importants. En el tracte digestiu aquesta proteïna ingerida se separa en un pèptid insoluble (para kappa-caseïna) i en un glucopèptid hidròfil soluble (caseinomacropèptid). El caseinomacropèptid és el responsable d'incrmentar l'eficència de la digestió, la prevenció de la hipersensibilitat del neonat a les proteïnes ingerides i la inhibició dels patògens gàstrics.

## Estructura
Les Caseïnes són una família de fosfoproteïnes (αS1, αS2, β, κ) que representen prop del 80% de les proteïnes de la llet del bovins i que formen agregats solubles coneguts com a "micel·lis de caseïna" (en anglès: casein micelles) en els quals les molècules de κ-caseïna estabilitzen l'estructura.

## Coagulació de la llet
La quimosina (EC 3.4.23.4) és una proteasa aspàrtica que hidrolitza l'enllaç pèptid de Phe105-Met106 de κ- caseïna i es considera la proteasa més eficient en la indústria del formatge. Tanmateix, hi ha altres proteases coagulants de la llet,com l'endotiapepsina produïda per Endothia parasitica.